# Homolochunia kullar
Homolochunia kullar är en kräftdjursart som beskrevs av Griffin och Brown 1976. Homolochunia kullar ingår i släktet Homolochunia och familjen Homolidae. Inga underarter finns listade i Catalogue of Life.